# Антуан Джеймісон
Антуан Джеймісон (англ. Antawn Jamison; 12 червня 1976, Шривпорт, Луїзіана) — американський професійний баскетболіст. Виступає за клуб НБА «Лос-Анджелес Лейкерс» під 4 номером.

## Кар'єра в НБА
Вибраний на драфті 1998 під 4 номером клубом «Торонто Репторз». Однак «Репторз» одразу обміняли його на Вінса Картера в «Голден-Стейт Ворріорс». У «Ворріорс» Джеймісон прогресував з року в рік, але команда в цілому була слабкою — за 5 сезонів, котрі Джеймісон відіграв за «Ворріорс», вони жодного разу не вийшли в плей-оф.
У 2003 Джеймісона обміняли в «Даллас Маверікс». Він не став гравцем стартової п'ятірки, але в своєму першому і єдиному сезоні за «Маверікс» за результативністю посів третє місце в команді. Внесок Джеймісона був гідно оцінений — він одержав звання найкращого шостого гравця НБА у сезоні 2003-04. Саме у складі «Маверікс» Джеймісон вперше зіграв у плей-оф — з п'яти ігор він жодну не розпочинав у стартовій п'ятірці, але все ж проводив на майданчику у середньому майже 22 хвилини за гру, і за цей час допомагав своїй команді, набираючи у середньому 13 очок та 5 підбирань.
У сезоні 2004-05 Джеймісон перейшов у «Візардс». У сезоні 2007-08 вперше записав у свій актив дабл-дабл у середньому за гру (очки+підбирання) за результатами регулярної першості та за результатами плей-оф. У цьому ж сезоні був обраний у другу команду НБА.
17 лютого 2010 року перейшов у «Клівленд Кавальєрс». У першій грі за нову команду записав у свій актив лише 2 очка, не реалізувавши жоден з 12 кидків з гри. У другій грі за «Кавальєрс» Джеймісон набрав 19 очок.
У січні 2011 Джеймісон заявив, що думає над завершенням кар'єри після завершення сезону 2011-12.
25 липня 2012 Джеймісон підписав контракт із «Лос-Анджелес Лейкерс».

### Статистика кар'єри в НБА

#### Регулярний сезон
| Сезон            | Команда               | GP   | GS  | MPG  | FG%  | 3P%  | FT%  | RPG  | APG | SPG | BPG | PPG  |
| ---------------- | --------------------- | ---- | --- | ---- | ---- | ---- | ---- | ---- | --- | --- | --- | ---- |
| 1998–99          | Golden State          | 47   | 24  | 22.5 | .452 | .300 | .588 | 6.4  | .7  | .8  | .3  | 9.6  |
| 1999–00          | Golden State          | 43   | 41  | 36.2 | .471 | .286 | .611 | 8.3  | 2.1 | .7  | .3  | 19.6 |
| 2000–01          | Голден-Стейт Ворріорс | 82   | 82  | 41.4 | .442 | .302 | .715 | 8.7  | 2.0 | 1.4 | .3  | 24.9 |
| 2001–02          | Голден-Стейт Ворріорс | 82   | 82  | 37.0 | .447 | .324 | .734 | 6.8  | 2.0 | .9  | .5  | 19.7 |
| 2002–03          | Голден-Стейт Ворріорс | 82   | 82  | 39.3 | .470 | .311 | .789 | 7.0  | 1.9 | .9  | .5  | 22.2 |
| 2003–04          | Даллас Маверікс       | 82   | 2   | 29.0 | .535 | .400 | .748 | 6.3  | .9  | 1.0 | .4  | 14.8 |
| 2004–05          | Вашингтон Візардс     | 68   | 68  | 38.3 | .437 | .341 | .760 | 7.6  | 2.3 | .8  | .2  | 19.6 |
| 2005–06          | Вашингтон Візардс     | 82   | 80  | 40.1 | .442 | .394 | .731 | 9.3  | 1.9 | 1.1 | .1  | 20.5 |
| 2006–07          | Вашингтон Візардс     | 70   | 70  | 38.0 | .450 | .364 | .736 | 8.0  | 1.9 | 1.1 | .5  | 19.8 |
| 2007–08          | Вашингтон Візардс     | 79   | 79  | 38.7 | .436 | .339 | .760 | 10.2 | 1.5 | 1.3 | .4  | 21.4 |
| 2008–09          | Вашингтон Візардс     | 81   | 81  | 38.2 | .468 | .351 | .754 | 8.9  | 1.9 | 1.2 | .3  | 22.2 |
| 2009–10          | Вашингтон Візардс     | 41   | 41  | 38.9 | .420 | .345 | .700 | 8.8  | 1.3 | 1.0 | .2  | 20.5 |
| 2009–10          | Клівленд Кавальєрс    | 25   | 23  | 32.4 | .485 | .342 | .506 | 7.7  | 1.3 | 1.1 | .5  | 15.8 |
| 2010–11          | Клівленд Кавальєрс    | 56   | 38  | 32.9 | .427 | .346 | .731 | 6.7  | 1.7 | .9  | .5  | 18.0 |
| 2011–12          | Клівленд Кавальєрс    | 65   | 65  | 33.1 | .403 | .341 | .683 | 6.3  | 2.0 | .8  | .7  | 17.2 |
| 2012–13          | Лос-Анджелес Лейкерс  | 76   | 6   | 21.5 | .464 | .361 | .691 | 4.8  | .7  | .4  | .3  | 9.4  |
| 2013–14          | Лос-Анджелес Кліпперс | 22   | 0   | 11.3 | .315 | .195 | .720 | 2.5  | .4  | .3  | .1  | 3.8  |
| Кар'єра          | Кар'єра               | 1083 | 864 | 34.8 | .451 | .346 | .724 | 7.5  | 1.6 | 1.0 | .4  | 18.5 |
| Матчі всіх зірок | Матчі всіх зірок      | 2    | 0   | 12.5 | .375 | .333 | .000 | 2.5  | .5  | .0  | .5  | 3.5  |

#### Плей-оф
| Сезон   | Команда              | GP | GS | MPG  | FG%  | 3P%  | FT%  | RPG  | APG | SPG | BPG | PPG  |
| ------- | -------------------- | -- | -- | ---- | ---- | ---- | ---- | ---- | --- | --- | --- | ---- |
| 2004    | Даллас Маверікс      | 5  | 0  | 21.8 | .456 | .250 | .733 | 5.0  | .4  | 1.0 | .4  | 13.0 |
| 2005    | Вашингтон Візардс    | 10 | 10 | 38.0 | .451 | .500 | .688 | 6.3  | 1.2 | .7  | .4  | 18.5 |
| 2006    | Вашингтон Візардс    | 6  | 6  | 42.2 | .424 | .313 | .778 | 7.2  | 3.0 | 1.0 | .3  | 19.2 |
| 2007    | Вашингтон Візардс    | 4  | 4  | 43.3 | .476 | .346 | .750 | 9.8  | 1.3 | .5  | 1.0 | 32.0 |
| 2008    | Вашингтон Візардс    | 6  | 6  | 39.5 | .406 | .280 | .571 | 12.0 | 1.0 | 1.3 | 1.3 | 16.8 |
| 2010    | Клівленд Кавальєрс   | 11 | 11 | 34.1 | .467 | .256 | .732 | 7.4  | 1.3 | .6  | 1.0 | 15.3 |
| 2013    | Лос-Анджелес Лейкерс | 4  | 0  | 19.8 | .435 | .417 | .667 | 1.8  | .3  | .3  | .5  | 7.3  |
| Кар'єра | Кар'єра              | 46 | 37 | 34.9 | .448 | .341 | .706 | 7.2  | 1.3 | .8  | .7  | 17.2 |